# Kał koński

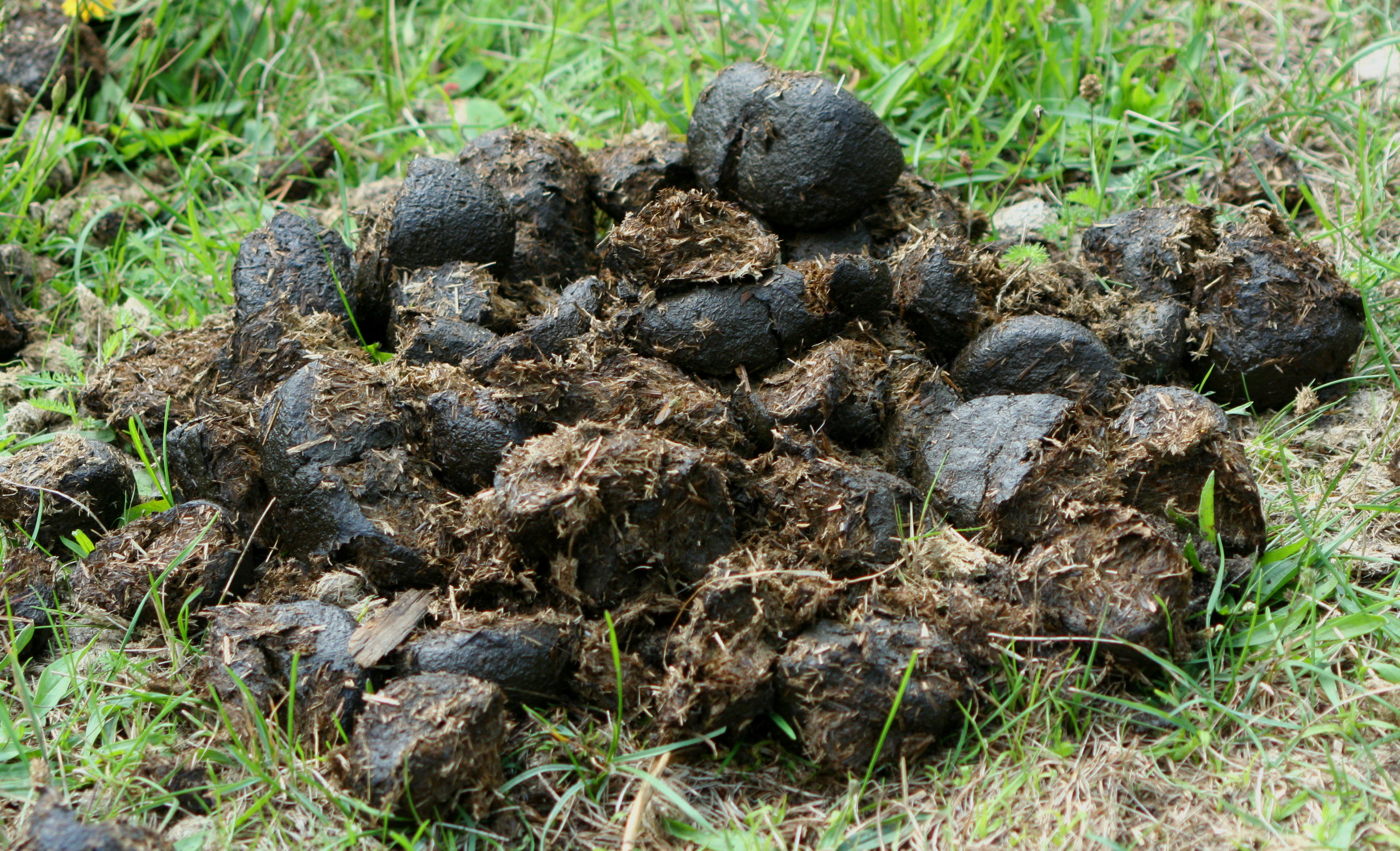
Końskie odchody

Kał koński – kał usuwany w akcie wypróżnienia przez konie. Wykorzystywany jest jako nawóz naturalny w uprawie roślin i pieczarek ogrodowych.

## Produkcja

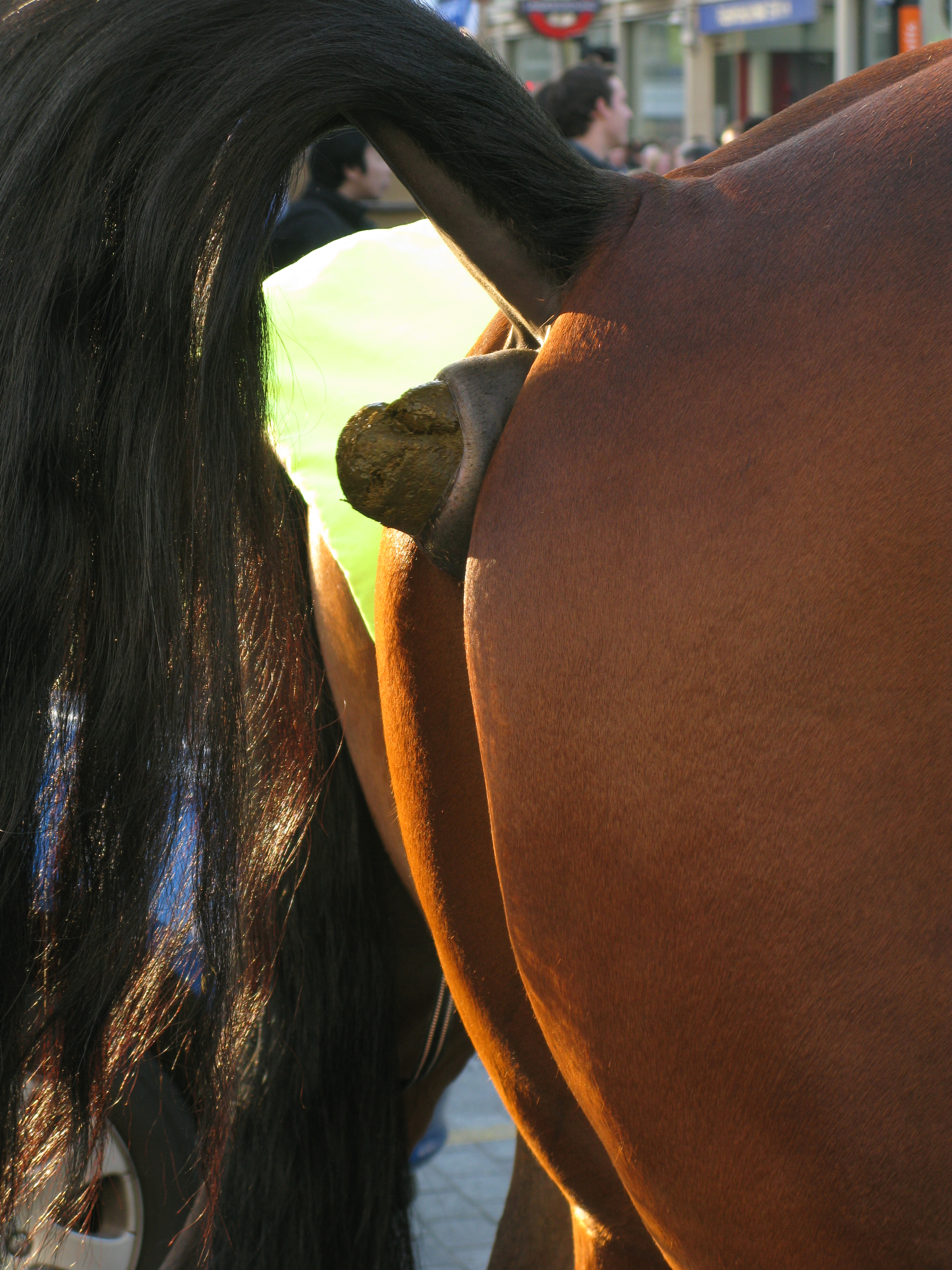
Defekacja

Koń wydala kał co 90–120 minut. Częstotliwość wydalania zależy od ilości niestrawionych resztek paszy, zawartości wody, ruchliwości itp. Regularne defekacje, właściwy wygląd, konsystencja i zapach kału konia, są ważnymi wskaźnikami diagnostycznymi w ocenie prawidłowego funkcjonowania układu trawiennego. Ilość wytwarzanych odchodów końskich zależy od niestrawnych części zawartych w pożywieniu, dlatego najwięcej odchodów wytwarzają konie pasące się na pastwisku, najmniej zaś karmione owsem i stojące w stajni.

## Morfologia, skład i właściwości
Kał koński zawiera niestrawione resztki paszy, soki trawienne, oraz pozostałości bakteryjne. Kał zawiera średnio 75% wody. Podczas skarmiania siana z roślin o grubych łodygach, szczególnie strączkowych, buraków cukrowych, zielonek, otrąb pszennych lub pasz niskowłóknistych – młoda zielonka, zawartość wody ulega znacznym wahaniom. Wynika to z przyspieszenia przepływu masy pokarmowej, zwiększonego wiązania wody, ewentualnie wskutek podrażnienia błony śluzowej jelita. W porównaniu z nawozem innych zwierząt ma słaby zapach.
Barwa końskich odchodów zależy od wielu czynników, m.in. chowu, paszy, sposobu pobierania paszy, flory bakteryjnej. Na ogół jednak zielonkawe i miękkie pochodzą od koni jedzących świeże, zasobne w białko zielone pożywienie, jasnobrązowe lub brązowe wydalane są przez konie karmione słomą, sianem i zbożem, czarne lub prawie czarne mogą sugerować krwawienie z przewodu pokarmowego (pękające wrzody żołądka) lub złą przyswajalność żelaza itp.
Wartość pH kału oscyluje pomiędzy 6,8 i 8. Wartość poniżej 6,8 obserwuje się po skarmieniu większej ilości skrobi, a wartości niższe od 6,5 wskazują na dysbiozę procesów fermentacyjnych w jelicie grubym.

## Rola w przyrodzie
Kał koński jest wykorzystywany przez wiele owadów (motyle, muchy, żuki gnojowe itd.) jako pożywienie (koprofagia) lub wylęgarnia larw. Także niektóre psy zjadają końskie odchody, co wynika stąd, że zawierają one dużo substancji mineralnych. Dla psów korzystna jest w szczególności wysoka zawartość magnezu oraz pewne rodzaje bakterii (odmiany pałeczki okrężnicy). Istnieje jednak ryzyko zarażenia się tą drogą pasożytami, np. tasiemcem bądź jego larwami lub jajami, oraz szkodliwymi ziarenkowcami (np. paciorkowcem).

## Wykorzystanie w gospodarce

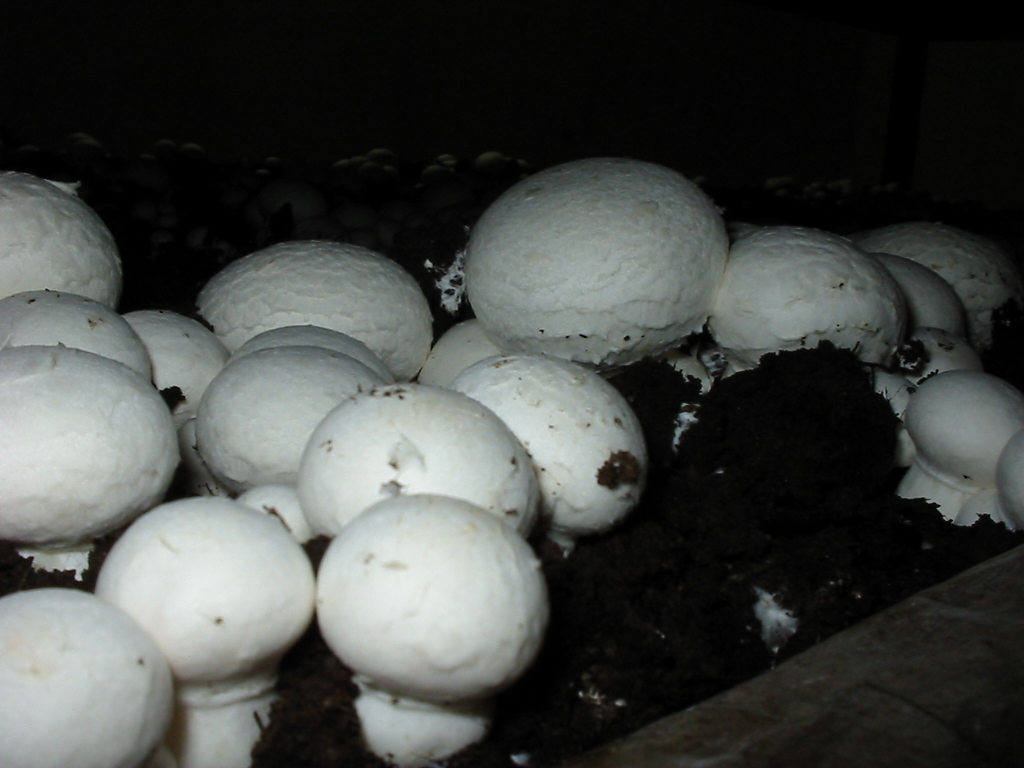
Pieczarki na podłożu wytworzonym z dodatkiem obornika końskiego.

W gospodarce pastwiskowej zwraca się uwagę na potrzebę usuwania odchodów końskich z kwater, na których prowadzony jest wypas w celu zapobiegania zakażaniu zwierząt pasożytami. Końskie odchody wraz ze ściółką tworzą obornik, który jest uznawany za nawóz organiczny, zwłaszcza do stosowania w ogrodach działkowych. Dzięki wysokiej zawartości składników mineralnych i celulozy są pod względem wartości odżywczych idealne dla niektórych roślin ozdobnych, np. róż i storczykowatych. Podczas ich rozkładu wydziela się – w porównaniu z nawozem innych zwierząt – szczególnie dużo ciepła, dzięki czemu szczególnie nadaje się do inspektów podnosząc w nich temperaturę.
Na słabo zurbanizowanych obszarach, np. w Mongolii, nawóz koński (oraz nawóz innych zwierząt, np. wielbłądzi) ma istotne znaczenie gospodarcze, gdyż wysuszony służy za opał, ceniony z powodu małej ilości dymu wytwarzanego podczas spalania. Natomiast w budownictwie jest dodatkiem („kruszywem”) do gliny przy produkcji cegieł (adobe).
Koński obornik jest składnikiem do wytwarzania podłoży do uprawy pieczarek ogrodowych. Wykorzystywany jest w tym celu głównie w Europie (w Ameryce Północnej używa się słomy kukurydzianej, w Azji – słomy ryżowej). Przed procesem kompostowania do obornika dodaje się słomę. W trakcie kompostowania w wyniku fermentacji przeprowadzanej przez bakterie następuje rozkład węglowodanów, podczas gdy białka i lignina pozostają. W temperaturze ok. 60 °C w jakiej przeprowadza się kompostowanie giną owady znajdujące się w nawozie w różnych stadiach rozwoju. Po przygotowaniu podłoża miesza się je z wilgotnymi ziarnami zbóż obrośniętymi grzybnią pochodzącą z czystych kultur i umieszcza w warunkach inkubacyjnych. Przefermentowany nawóz koński po wykorzystaniu w pieczarkarni stanowi wciąż jeszcze cenny nawóz organiczny wykorzystywany w produkcji roślin ogrodniczych.

## Rola w diagnostyce
Układ trawienny koni jest bardzo podatny na zaburzenia, dlatego właściciele często badają odchody swoich koni pod kątem różnych przypadłości. Jeżeli konsystencja ich jest zbyt płynna, mamy do czynienia z zaburzeniem funkcji jelita grubego. Jabłka zbyt twarde mogą wskazywać na kolkę. Zwłaszcza odchody koni trzymanych na świeżym powietrzu należy regularnie badać pod kątem twardości, wyglądu i obecności pasożytów. Konie najczęściej defekują w określonym miejscu swojej łąki, co ułatwia kontrolę stanu ich zdrowia.

## Pieluchy dla koni

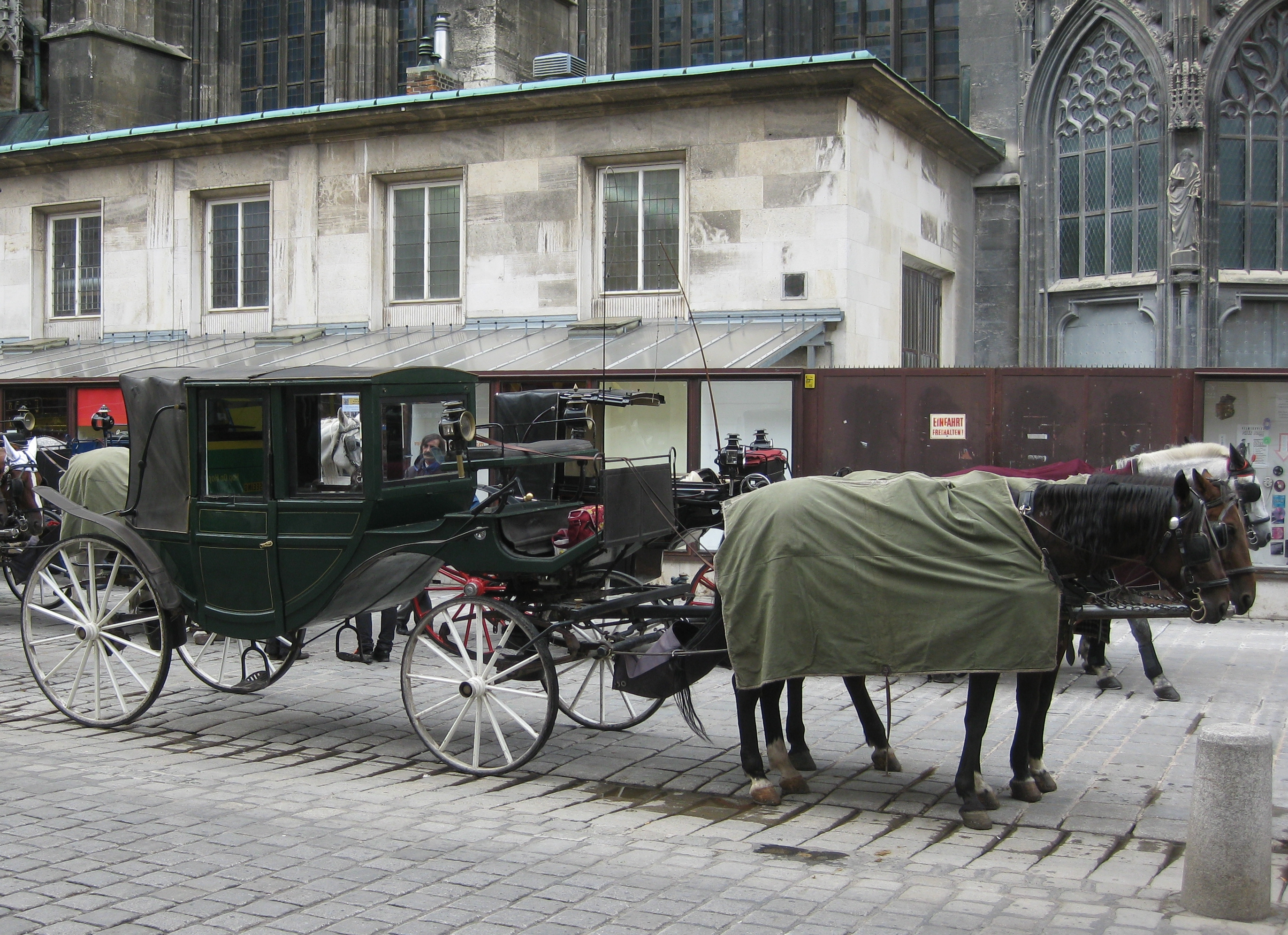
Dorożka w Wiedniu - za koniem widoczna torba na odchody („końska pielucha”)

W Wiedniu i innych miastach, gdzie jeżdżą dorożki, podejmuje się działania zapobiegające zanieczyszczaniu ulic i placów (prócz względów estetycznych istotne jest stwarzanie zagrożeń w ruchu drogowym). Woźnice podwieszają więc m.in. koniom worki, do których mają spadać odchody. Worki te oficjalnie nazywają się „torbami na ekskrementy”, lecz potocznie mówi się na nie „końskie pieluchy”.